# 我的上流世界
《我的上流世界》（： Ma-in），為韓國tvN於2021年5月8日起播出的週末連續劇，由《三流之路》的李娜靜導演與《有品位的她》、《請融化我吧》的白美瓊編劇合作打造。此劇以兩名嫁入財閥世家的女子為核心。她們的生活表面上看起來光鮮亮麗，實則充滿秘密與謊言，所以她們決定打破一切阻礙，追尋真正的快樂。
Netflix於2021年5月8日起每周六日全球同步上線。

## 演員陣容

### 主要人物
| 演員   | 角色            | 介紹 |
| 李寶英 | 徐熙秀          | 梟遠集團的二媳婦，曾經是相當走紅的頂級演員 28歲時在威尼斯電影節上獲得最佳女主角獎，在之後的英國旅行途中遇見了知龍，並陷入了命運的愛河。知龍卻是財閥集團的兒子，加上初戀留下的兩歲兒子令她感到負擔，她用真心、用愛擁抱了兩個人。為了過財閥兒媳的新生活，她放棄了演員生涯，並努力與財閥家人相處。她絕對不會因為進入了財閥家就降低或提高自己的身份，每件事都堂堂正正地堅守著自己的存在和特色。 直到某天，她的人生中出現了影響她未來的女人，就是作為兒子的家庭教師進入家裡的自慶。當熙秀的秘密被揭穿後，她與自慶一起陷入巨大的慾望漩渦，開始展現自己本來的面貌。 |
| 金瑞亨 | 鄭瑞賢          | 梟遠集團的大媳婦，財閥家族出身 天生具有貴氣、品味和知性的女人。雖然振昊是離婚男人，也有前任婚姻的孩子，但因為他是梟遠集團的長子，對她來說沒有任何問題，而她亦對丈夫的兒子洙赫也沒有感情。她將自己的情感完全隱藏起來，以社會認可和維持自己品格的華麗上流身份生活。 瑞賢從旁協助丈夫和培養不是自己孩子的洙赫，雖然她一直用理性武裝自己，但隨著日後發生的種種事情，內心也漸漸地被融化，冷漠冷靜的她透過洙赫展現了新形態的溫暖母性。 |
| 玉子妍 | 姜自慶 / 李慧珍 | 嘏俊的家庭教師 剛進入梟遠家裡時，被毫無戒心的熙秀熱情地迎接了她，並與她親密無間。她進入梟遠家的理由並不單純，是策劃多年的慾望和計劃，並在梟遠家有一件必須要做的事，為了那件事而活過來。 自慶知道熙秀的真心，因此並不希望她受傷，但慣性附著她的慾望卻無法停止，最終令她與熙秀對抗。 |

### 梟遠集團
| 演員   | 角色   | 介紹 |
| 朴元淑 | 梁純惠 | 韓會長的夫人，熙秀、瑞賢的婆婆 就像古怪的嗓音一樣，她的著裝和外貌也很可怕。像演員一樣，在外人面前裝作高雅。 她的丈夫在結婚四年後有了另一個女人，生下了知龍，而知龍的親母美慈以「2媽」的名義公開出入梟遠家，令她感到受侮辱。比起忍讓，她決定了開始向美慈出氣，隨意消解自己的怒氣，而且隨着年復一年，她的暴戾得到了進化。                                                 |
| 鄭東煥 | 韓錫哲 | 梟遠集團會長，純惠的丈夫 熱愛歌劇和歌曲，對古典音樂造詣很深。他與沒有感情的純惠結婚後，過著漫長的不幸婚姻生活。他愛上了知龍的親母美慈，但是她在40多歲時就死了。 在梟遠集團發生瀆職貪污事件後，他突然腦出血，現處於昏迷狀態。他在醫院躺著的期間，家裏一片狼藉。 |
| 金惠禾 | 韓振曦 | 梟遠集團的長女，是集團排名第二的繼承人 頭腦、學習也好，經營能力卓越，野心也很大，但是患有嚴重的人格障礙和憤怒調節障礙。就像自己的媽媽和哥哥一樣，她的性格孤僻，人品問題很多。從內心來看，這是嚴重缺愛所導致。雖然她是財閥的女兒，但媽媽用金錢解決了所有問題，朋友們也不喜歡自己，丈夫也對她的愛意毫無表示。她意識到自己從某個時刻起就不可能改過自新，認為應該這樣生活。 |
| 趙恩率 | 朴正道 | 振曦的丈夫，梟遠集團的女婿 在上流階層中，振曦是頭號結婚迴避對象，但他為了家庭的榮華富貴，與她進行政治婚姻的。他對持續的冷戰婚姻生活感到厭倦，雖然夢想著離婚，但別說離婚，妻子說就連死也要跟著去地獄折磨，讓他感到可怕。 |

### 瑞賢周邊人物
| 演員   | 角色   | 介紹 |
| 朴赫權 | 韓振昊 | 瑞賢的丈夫，梟遠集團的長子 在家中排行老大，內心卻充滿了自卑感。他比二妹振曦學習差，更在所有方面都落後於弟弟知龍，早就成了家裏沒出息的長子，一生都飽受自卑的折磨。也因妻子瑞賢比自己更有能力，更加深他在家裡無可救藥的形象。唯一的野心就是希望令人自豪的兒子洙赫將來能繼承集團，在知道兒子和宥妍陷入愛情後與妻子對峙。 |
| 車學沇 | 韓洙赫 | 瑞賢和振昊的兒子，梟遠集團的長孫 從出生開始，看似擁有一切和完美無缺，但小小年紀就經歷過心痛的離別。因此，他很快就成為了成熟的大人，亦好像對所有事情都漠不關心。他按照梟遠家的慣例去了美國留學，以優異的成績畢業歸國。雖然想擺脫掉一切就跑出去，但是還沒有找到擺脫公子生活的理由。他會和家裏想要的女人訂婚，也會接受自己什麼都不做也會得到的財閥三世人生。 患有失眠症的他在所有人都熟睡的豪宅裡遇到了一個像自己一樣無法入睡的人，兩人就像命運的玩笑一樣決定換個房間睡一覺。神奇的是，換完房間後終於可以安心地睡一覺，並開始想起貧窮卻堅強，一直思念著的媽媽。 |
| 鄭伊瑞 | 金宥妍 | 在梟遠家裡工作的年輕女工，與洙赫陷入命運般愛情的女生，貧困多胞胎家庭的大女兒 在國立大學畢業後，好不容易做了各種兼職和幼兒園教師還清了學費貸款，但由於父母欠下的債務，加上債主在幼稚園外徘徊，因此在無法工作的絕望狀況下，在艾瑪修女的介紹下進入了瑞賢的家工作。對她來說，那裡是神聖的工作場所，因為不必再陷入貧困的恐懼之中。 她患有失眠症，她一直為了家人而活，表面上若無其事，其實隱藏著生活的艱難。到了晚上，當她結束疲憊工作躺在床上時，被現實中的煩惱壓得無法入睡。這時，她遇到了像自己一樣無法入睡的洙赫。                                             |

### 熙秀周邊人物
| 演員   | 角色   | 介紹 |
| 李賢旭 | 韓知龍 | 熙秀的丈夫，梟遠集團的次子 他在英國一家平價的壽司拉麵店遇到了當時頂級女演員徐熙秀，並墜入了愛河。雖然他是財閥家的次子，但他不是正室夫人生下的兒子，而是會長的婚外子。由於出身不純，因此與振昊、振曦的性格迥然不同。他的人品和能力都很好，是集團的有力接班人。熙秀很接受知龍坦白自己有一個婚外生的孩子，自此更愛和更尊重她，就這樣兩人在財閥家裡過著令人難以置信的人性化生活。 隨著嘏俊的家庭教師進入家裡，他與妻子因信任和愛情的關係開始動搖，並在他溫柔專情的丈夫面具下，藏著所有人都不知道的一面。 |
| 鄭賢俊 | 韓嘏俊 | 熙秀和知龍的兒子 隨著自慶的出現，他和媽媽之間出現了悲劇性的縫隙，用什麼都無法彌補。 |

### 一神會
| 演員   | 角色              | 介紹 |
| 藝秀晶 | 艾瑪修女 / 白雪華 | 修女兼未婚媽媽支援中心主任 熙秀去參加未婚媽媽志願服務活動時遇見的修女，就這樣成為熙秀成立的聖經學習團體「一神會」的精神導師。她以溫馨的印象打動人心，也是上流社會的精神諮詢人員。不知不覺中，她支配著以梟遠家為中心的上流社會人們的精神世界，引領著一神會。 |
| 宋善美 | 徐真慶            | 一神會成員兼畫廊代表，純惠哥哥「河源集團」名譽會長梁治昆的遺孀 自從丈夫因宿疾去世後，成為繼承鉅額遺產的超級鑽石遺孀。 |
| 吳靜妍 | 崔美珠            | 一神會成員 不是傳統財閥出身，而是通過高利貸賺錢的家庭，因此對典型的財閥家庭感到自卑。 |
| 金允智 | Jasmine           | 一神會成員，紐約僑胞出身 她曾與年長的丈夫戀愛並結婚，但現在卻成了希望丈夫死去的不幸上流階層。 |

### 梟遠家工人
| 演員     | 角色   | 介紹 |
| 朴成妍   | 朱敏秀 | 梟遠家的管家 天性平凡，但在財閥家當了10年的管家，成為了真正的雙重人格。隨著時間的推移，其真心和真實性變得不可猜度，連站在誰一邊都不知道，令其行動更加可疑。再加上她在案發時的陳述與其他人的目擊不同，使事件更加撲朔迷離。 |
| 李中玉   | 金誠泰 | 梟遠家唯一的男管家 在財閥家工作，反而覺得財閥很可憐的人。同時，他因被敏秀目擊偷走藍鑽石，而被敏秀威脅為她做事。 |
| 尹瑞     | 吳秀英 | 為知龍和熙秀安排日程的秘書兼管家。 |
| 李恩康   | 鄭主廚 | 梟遠家主廚 |
| 尹金善雅 | 黃瓊惠 | 傭人 |
| 延寶拉   | 吳朱妍 | 傭人 |
| 宋雅英   | 閔尚雅 | 傭人 |

### 其他人物
| 演員   | 角色   | 介紹                                   |
| 崔英俊 | 白刑警 | 「財閥死亡懸疑事件」的負責刑警。       |
| 金晶和 | 崔秀智 | 知名畫家，鄭瑞賢的同性愛人。           |
| 崔秀林 | 金美慈 | 韓錫哲外遇對象，韓知龍生母。           |
| 張河恩 | 盧雅琳 | 榮遠集團會長女兒、韓洙赫的訂婚對象。   |
|        | 梁治昆 | 河源集團會長、徐真慶丈夫、梁純惠哥哥。 |
|        | 路德   | 孔雀，梁純惠的愛寵。                   |

## 原聲帶
- Part.1（發行日期：2021年5月23日）

| 曲序 | 曲目                  | 演唱   | 时长 |
| ---- | --------------------- | ------ | ---- |
| 1.   | This is Mine          | 이승윤 | 3:20 |
| 2.   | This is Mine（Inst.） |        | 3:20 |

- Part.2（發行日期：2021年5月30日）

| 曲序 | 曲目          | 演唱     | 时长 |
| ---- | ------------- | -------- | ---- |
| 1.   | Mine          | ID:Earth | 2:59 |
| 2.   | Mine（Inst.） |          | 2:59 |

- Part.3（發行日期：2021年6月6日）

| 曲序 | 曲目               | 演唱 | 时长 |
| ---- | ------------------ | ---- | ---- |
| 1.   | In Dreams          | SAya | 4:15 |
| 2.   | In Dreams（Inst.） |      | 4:15 |

- Part.4（發行日期：2021年6月13日）

| 曲序 | 曲目              | 演唱         | 时长 |
| ---- | ----------------- | ------------ | ---- |
| 1.   | Dear Son          | Park Sun Yae | 3:07 |
| 2.   | Dear Son（Inst.） |              | 3:07 |

- Part.5（發行日期：2021年6月20日）

| 曲序 | 曲目            | 演唱   | 时长 |
| ---- | --------------- | ------ | ---- |
| 1.   | Winner          | 金倫我 | 3:00 |
| 2.   | Winner（Inst.） |        | 3:00 |

## 收視率
| 集數       | 播出日期   | 標題                   | AGB收視率        | AGB收視率      |
| 集數       | 播出日期   | 標題                   | 大韓民國（全國） | 首爾（首都圈） |
| ---------- | ---------- | ---------------------- | ---------------- | -------------- |
| 1          | 2021/05/08 | 陌生人                 | 6.565%           | 7.906%         |
| 2          | 2021/05/09 | 伊卡洛斯的翅膀         | 6.017%           | 6.836%         |
| 3          | 2021/05/15 | 灰色地帶               | 5.578%           | 6.399%         |
| 4          | 2021/05/16 | 窄門                   | 7.373%           | 7.822%         |
| 5          | 2021/05/22 | 第六感                 | 6.943%           | 7.717%         |
| 6          | 2021/05/23 | 彆扭的真相，虛假的和平 | 8.173%           | 8.678%         |
| 7          | 2021/05/29 | 夢裡的愛               | 8.627%           | 9.959%         |
| 8          | 2021/05/30 | 大象走出門的方法       | 9.023%           | 9.817%         |
| 9          | 2021/06/05 | 向惡魔舉杯             | 8.421%           | 9.807%         |
| 10         | 2021/06/06 | 真正的媽媽             | 9.354%           | 10.016%        |
| 11         | 2021/06/12 | 魅惑人心的一週         | 8.314%           | 9.030%         |
| 12         | 2021/06/13 | 罪與惡                 | 9.487%           | 9.703%         |
| 13         | 2021/06/19 | 所有人都在說謊         | 8.821%           | 9.792%         |
| 14         | 2021/06/20 | 和看不見的事物對抗     | 9.395%           | 9.957%         |
| 15         | 2021/06/26 | 審判者們               | 8.720%           | 10.589%        |
| 16         | 2021/06/27 | 閃耀的女人們           | 10.512%          | 11.221%        |
| 平均收視率 | 平均收視率 | 平均收視率             | 8.208%           | 9.078%         |

- 收視最低的集數以藍色表示，收視最高的集數以紅色表示，而空格則表示該集的收視沒有相關數據。

## 同時段作品
週五六時段劇集
- SBS 金土連續劇：《模範計程車》
- JTBC 金土連續劇：《Undercover》

週六時段劇集
- JTBC 土曜連續劇：《無法抗拒的他》

週末時段劇集
- TV朝鮮 週末連續劇：《結婚作詞，離婚作曲》
- MBN 週末特別企劃劇：《綁匪－盜取命運》

## 提名&獲獎列表
| 年度   | 頒獎典禮           | 獎項            | 入圍者 | 結果 |
| 2022年 | 第58屆百想藝術大獎 | 電視部門 導演獎 | 李娜靜 | 提名 |
| 2022年 | 第58屆百想藝術大獎 | 電視部門 劇本獎 | 白美瓊 | 提名 |
| 2022年 | 第58屆百想藝術大獎 | 男子配角獎      | 李賢旭 | 提名 |
| 2022年 | 第58屆百想藝術大獎 | 女子配角獎      | 玉子妍 | 提名 |

## 話題性
電視劇部分
| 日期     | 佔有率 | 排名 |
| -------- | ------ | ---- |
| 5月第1週 | 14.18% | 1    |
| 5月第2週 | 11.08% | 2    |
| 5月第3週 | 11.59% | 3    |
| 5月第4週 | 10.74% | 3    |
| 6月第1週 | 6.86%  | 5    |
| 6月第2週 | 6.93%  | 5    |
| 6月第3週 | 5.58%  | 7    |

演員部分
| 日期     | 排名   | 排名   | 排名   | 排名   |
| 日期     | 李寶英 | 金瑞亨 | 李賢旭 | 玉子妍 |
| -------- | ------ | ------ | ------ | ------ |
| 5月第1週 | 4      | 6      | -      | -      |
| 5月第2週 | 4      | 9      | -      | 10     |
| 5月第3週 | 3      | 9      | -      | 8      |
| 5月第4週 | 4      | 8      | -      | -      |
| 6月第1週 | 7      | -      | 10     | -      |
| 6月第2週 | 7      | -      | 10     | -      |
| 6月第3週 | 9      | -      | -      | -      |

## 記事
- 此劇因三名主角、導演及編劇皆為女性而引起關注。[1]
- 李中玉及李賢旭是繼《他人即地獄》後再度合作。

## 外部連結
- 韓國tvN官方網站
- Daum上《我的上流世界》的資料
- NAVER上《我的上流世界》的資料
- 在Netflix上觀看《我的上流世界》

| tvN 週末劇                                     | tvN 週末劇                               | tvN 週末劇 |
| ---------------------------------------------- | ---------------------------------------- | ---------- |
|                                                | Mine （2021年5月8日－2021年6月27日）     |            |
| 黑道律師文森佐 （2021年2月20日－2021年5月2日） | 惡魔法官 （2021年7月3日－2021年8月22日） |            |